# Bailarina con ramo sobre el escenario
Bailarina con ramo sobre el escenario (título original, Danseuse au bouquet, saluant sur la scène) es una pastel sobre papel del pintor francés Edgar Degas, realizado alrededor de 1877 y conservado en el museo de Orsay de París.

## Descripción
Degas presenta a una bailarina saludando al público que aplaude, al final del número, con un colorido ramo de flores en la mano. La dinámica solución visual propuesta forma una imagen casi fotográfica, hecho que no dejó de sorprender a los observadores de la pintura, también impactados por la violencia con que la luz artificial proyectada sobre la escena incide en las figuras de las bailarinas, a través de zonas planas al pastel blanco, cuyas calidades cromáticas resaltan los tonos claros y transparentes.
Esta obra es particularmente conmovedora por cuanto Degas revela con desencantado realismo las difíciles condiciones de vida que atormentaban a las aspirantes a bailarina. Muchas jóvenes de origen humilde, de hecho, reconocían en el ballet una posibilidad de redención y ascenso social. Estas petit rats de l'Opéra, sin embargo, eran a menudo sometidas al proxenetismo de los abonados al teatro, que de ese modo cesaba de ser un lugar dedicado al gozo de las representaciones escénicas y asumía las siniestras connotaciones de un «mercado de chicas», recordando el mordaz comentario de Hippolyte Taine.
Es así que la pose elegante y ligera de la bailarina en primer plano empieza a revelar en realidad una gran tensión, debida al desgaste de años de duros entrenamientos. Por el mismo proceso, se cae en la cuenta de que su tez pálida no corresponde en absoluto a una tipología física popular, sino a una situación de extremo malestar e incomodidad. A continuación, un extracto de Bailarina, el poema que Degas dedicó a sus jóvenes musas:

"Ella baila agonizante. Como alrededor de la celosía/de una flauta [...]/La cinta de sus pasos está torcida y anudada./Su cuerpo se afloja y cae, con un gesto de pájaro."